# Коптев, Никифор Харлампиевич
Никифор Харлампиевич Коптев (ок. 1780 — ?) — российский военный и государственный деятель, участник войн с Наполеоном; губернатор Гродненской губернии (1835—1836).

## Биография
Родился около 1780 года. Происходил из дворян Курской губернии.
На военной службе с 1799 года, унтер-офицер Ревельского пехотного полка. С 1810 года служил в Могилёвском пехотном полку; 18 октября 1812 года был произведён в майоры. С 1816 года — командир Черниговского внутреннего гарнизонного батальона. В 1819 году был переведён в Воронежский батальон, в 1830 году — в Корпус жандармов. В звании генерал-майора служил с 1 января 1835 по 24 мая 1836 года.
С 12 января 1835 по 16 мая 1836 г. занимал должности военного губернатора Гродно и гражданского губернатора Гродненской губернии. В 1836 году был переименован в действительные статские советники и назначен в Совет Министерства внутренних дел.
Награждён орденами Св. Анны 2-й степени с императорской короной, Св. Владимира 4-й степени с бантом (03.01.1813), Св. Георгия 4-й степени (06.12.1836; за выслугу), Золотой шпагой «За храбрость» (20.02.1814), серебряными медалями «В память Отечественной войны 1812 года» и «За взятие Парижа».
На 1 ноября 1840 года на службе не значился.
Его сын Алексей Никифорович Коптев умер в 1883 году. Дочь, Ольга Никифоровна графиня Рошефор (1818—1904), жена графа Ивана Львовича Рошефора (1801—1887), вероятно — мать Де Рошфора Николая Ивановича.